# 李克良
李克良（1967年10月—），河北大城人。中华人民共和国政治人物。现任中共张家口市委副书记、张家口市人民政府市长。

## 生平
曾任石家庄市委常委、常务副市长。2022年8月2日出任张家口市代理市长。2022年8月31日，当选为张家口市人民政府市长。